# Ольденбургер, Мария Владимировна
Мария Владимировна Ольденбургер (род. 15 августа 1994) — российская футболистка, игрок в мини-футбол и пляжный футбол, полузащитница и нападающая.

## Биография
Воспитанница московского футбола, на взрослом уровне выступала с 16 лет за команды «Смена», «Чертаново», «Измайлово». Победительница первенства России среди девушек 2011 года в составе «Чертаново».
В сезоне 2015 года сыграла два матча в высшей лиге России за «Рязань-ВДВ».
Позднее выступала за мужскую любительскую команду «Жулебино», за женские любительские команды Москвы и области и команду первой лиги «Челси-Москва».
Принимала участие в матчах чемпионата России по пляжному футболу среди женщин в 2015 году за команду «Русбалт» (Москва), также участвовала в соревнованиях по мини-футболу.
Участвовала в международных соревнованиях Европеада-2016 в составе сборной команды российских немцев.
В сезоне 2019 года вновь выступала за «Рязань-ВДВ», провела 8 матчей в высшей лиге.

## Личная жизнь
Родилась в многодетной семье, в которой было 10 братьев и сестёр. Училась в Московской государственной академии физической культуры.